# وایت موتور
وایت موتور (انگلیسی: White Motor) شرکت خودروسازی آمریکایی بود، که در سال ۱۹۰۰ توسط توماس اچ. وایت تأسیس شد.
شرکت وایت موتور یک تولیدکننده اتومبیل، کامیون، اتوبوس و تراکتورهای کشاورزی آمریکایی از سال ۱۹۰۰ تا ۱۹۸۰ بود. این شرکت همچنین دوچرخه، اسکیت غلتکی، ماشین تراش اتوماتیک و چرخ خیاطی تولید می‌کرد. قبل از جنگ جهانی دوم، این شرکت در کلیولند، اوهایو مستقر بود.
وایت با ساخت ماشین‌های سنگین خود که در طول جنگ جهانی اول شاهد خدمات رسانی در سرتاسر جهان بود بسیار موفق ظاهر شد. شرکت وایت برای دهه‌ها در صنعت کامیون باقی ماند.

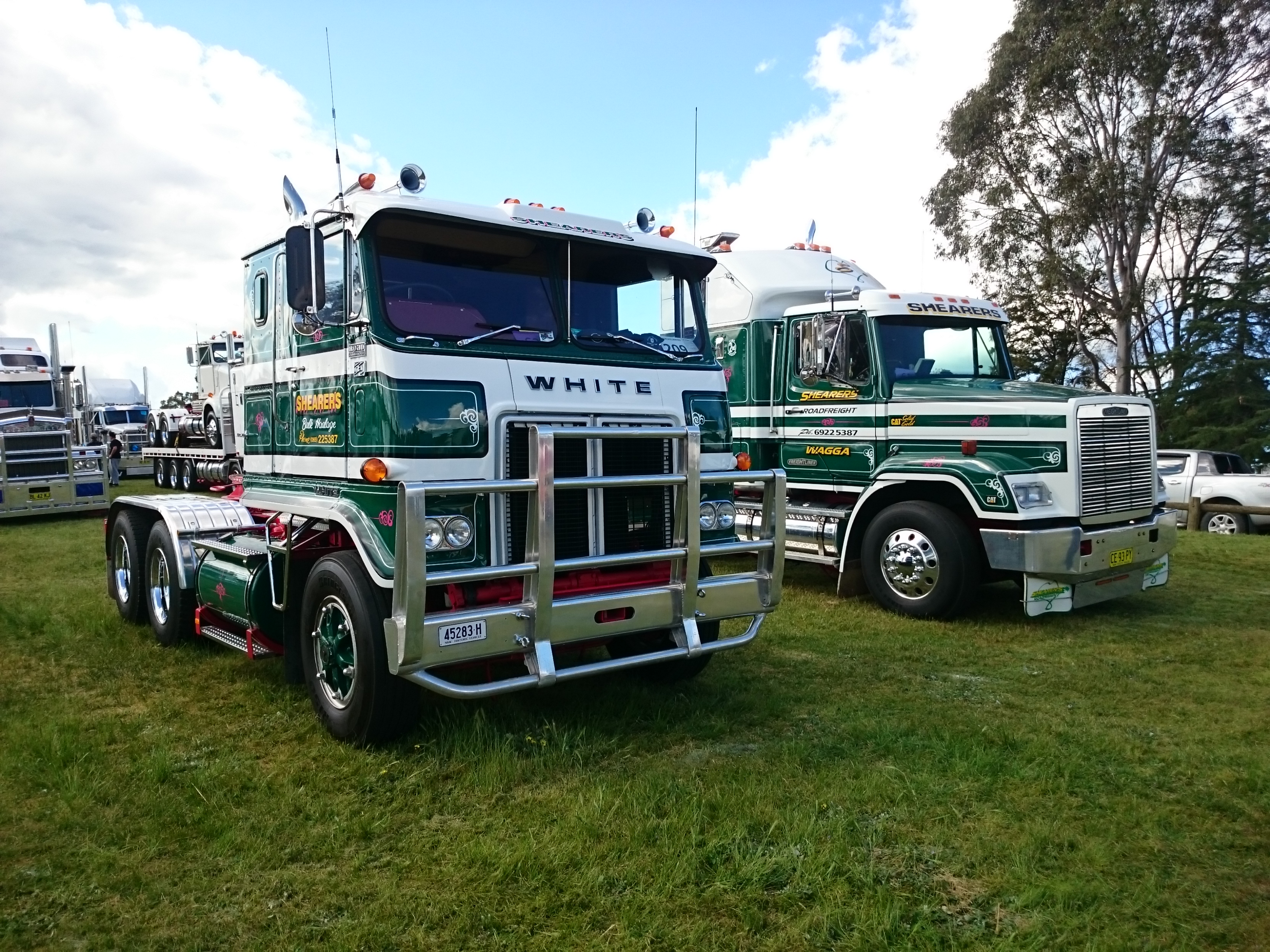
دو کامیون وایت در نمایشگاه کامیون های قدیمی

#### تاریخچه وایت موتور
در سال 1898 توماس اچ وایت مالک شرکت سازنده ی چرخ خیاطی وایت یک ماشین بخار لوکومبیل خرید، بعد از مدت کوتاهی متوجه شد که دیگ بخار این خودرو بسیار نا ایمن و خطرناک است.
پسر توماس که رولین نام داشت تصمیم گرفت تا طراحی این دیگ بخار را بهبود ببخشد.
و توانست این کار را با موفقیت انجام دهد و اختراع مولد بخار خود را در سال 1900 به ثبت برساند.

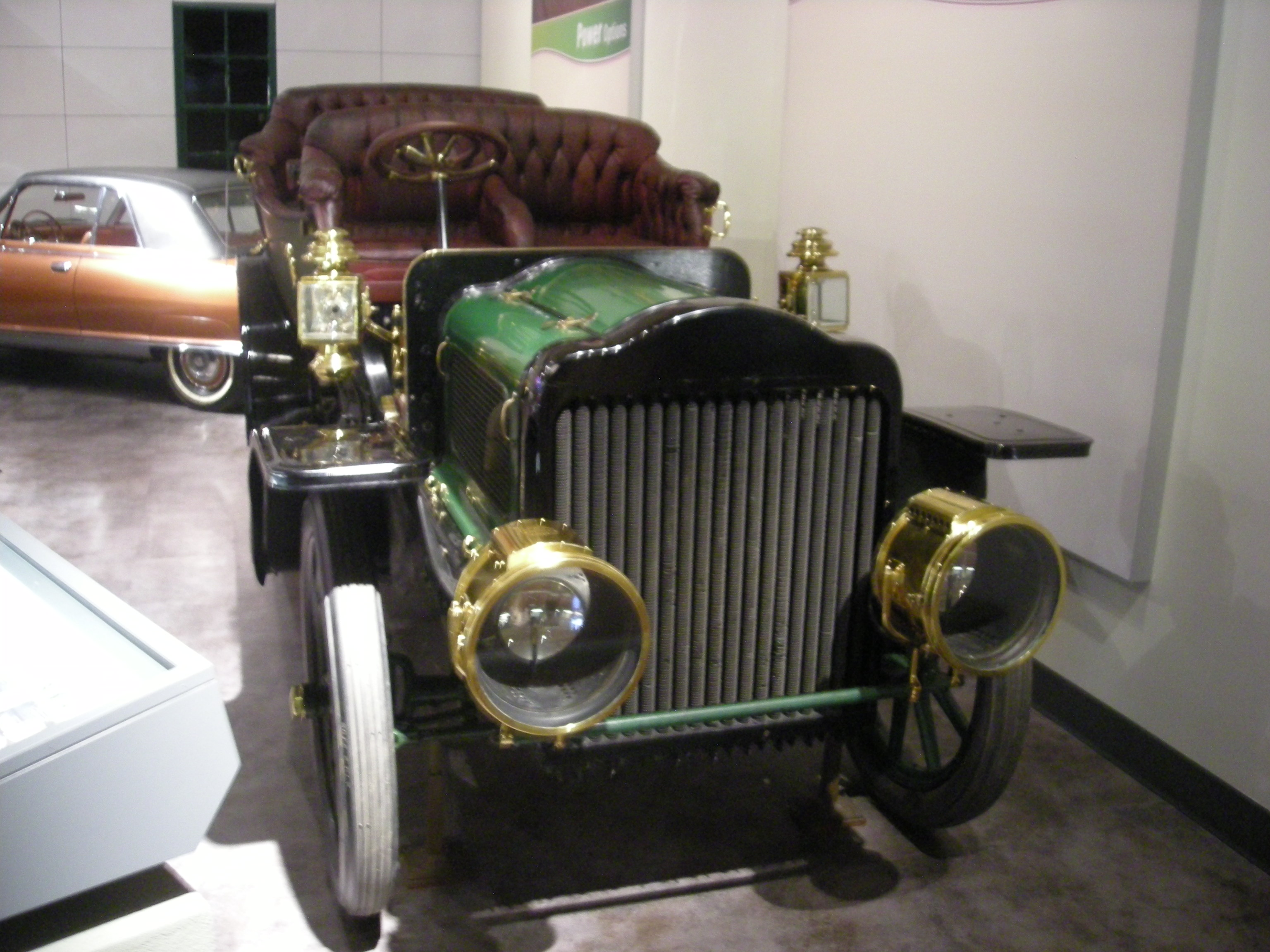
یک خودرو بخار مدل ۱۹۰۷ ساخت وایت موتور در موزه هنری فورد

بعد از این رولین توانست پدرش را که مالک کارخانه چرخ خیاطی وایت بود متقاعد کند که به او اجازه بدهد در قسمتی از کارخانه ی پدرش ساخت خودرو را آغاز کند.
در سال 1905 خودرو سازی وایت از کارخانه چرخ خیاطی آن جدا شد و در همان سال ماشین بخار مسابقه ای این شرکت توانست رکورد سرعت 118 کیلومتر در ساعت را به ثبت برساند.
تا سال 1912 حدود 10 هزار اتومیبل بخار توسط شرکت وایت در امریکا تولید شد.
کامیون سازی

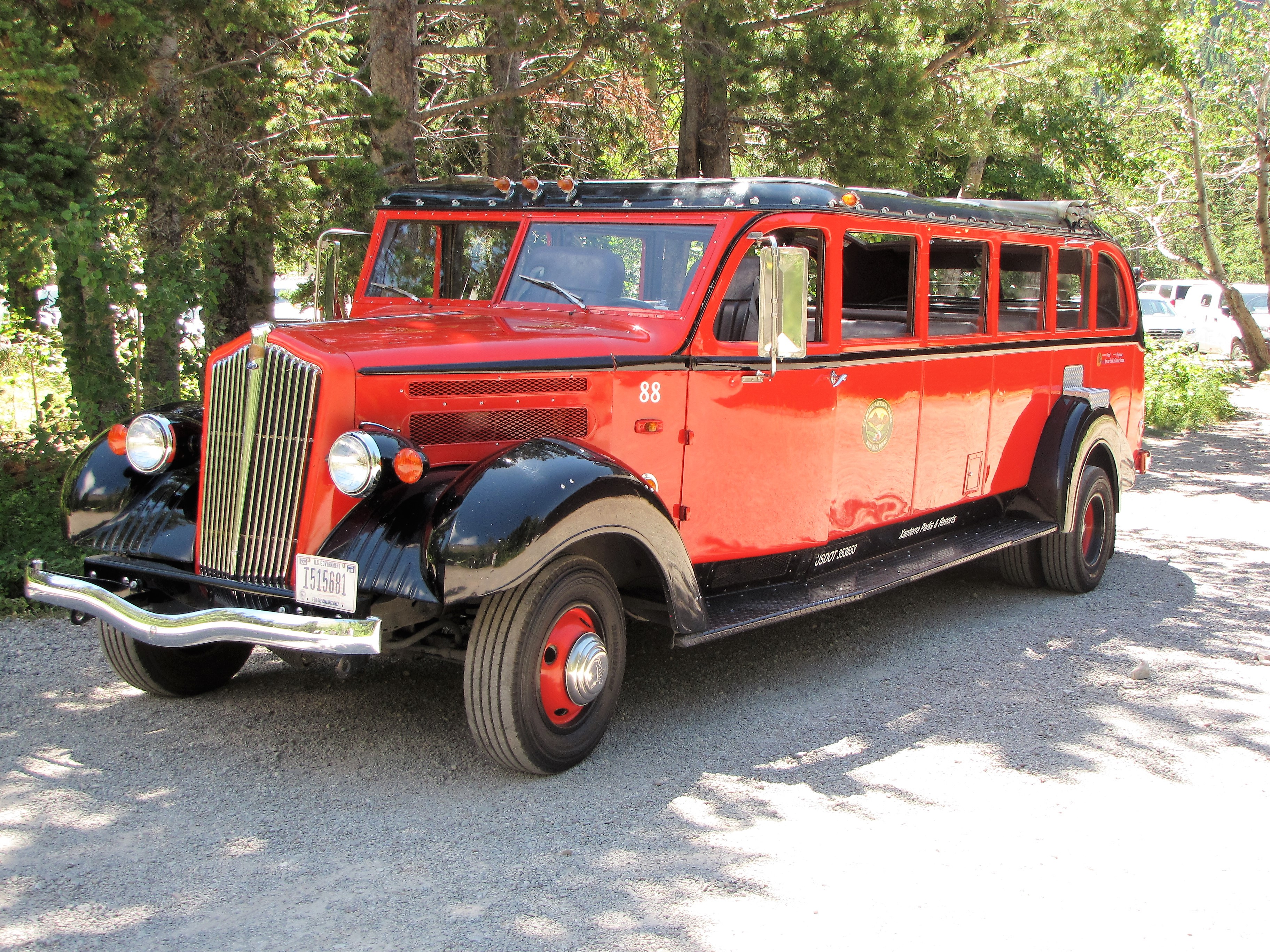
اتوبوس red jammer تولید شده در سال 1936 ساخت وایت موتور

شرکت وایت موتور پس از جنگ جهانی اول به تولید خودرو پایان داد تا به‌طور انحصاری بر کامیون‌ها تمرکز کند. این شرکت در آن سالها ۱۰ درصد از تمام کامیون‌های ساخت ایالات متحده را به فروش رساند. اگرچه وایت تمام اندازه‌های کامیون‌ها را تولید می‌کرد، پس از جنگ جهانی دوم تصمیم به تولید تنها کامیون‌های بزرگ گرفت.

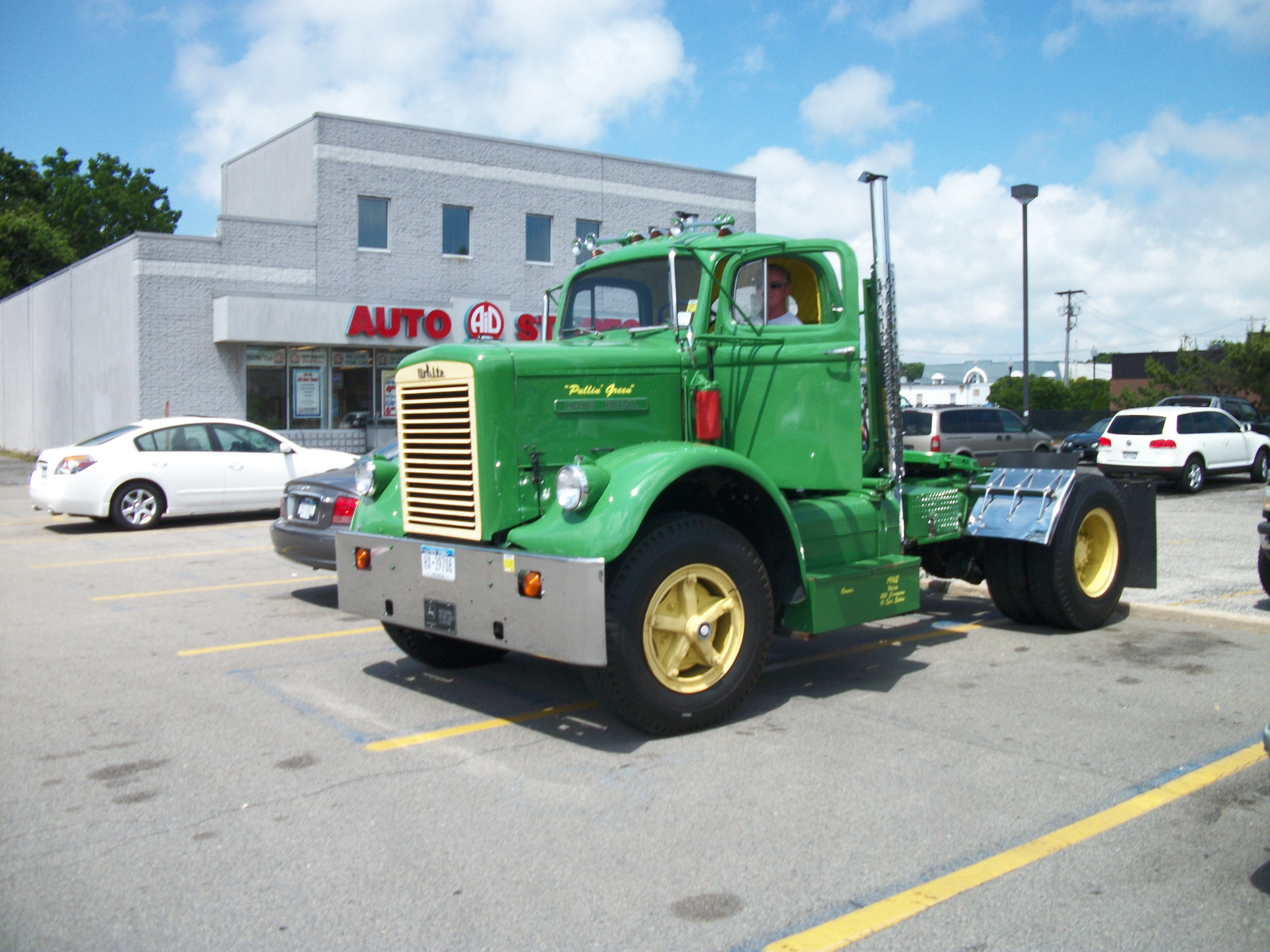
کامیون وایت مدل ۱۹۶۲

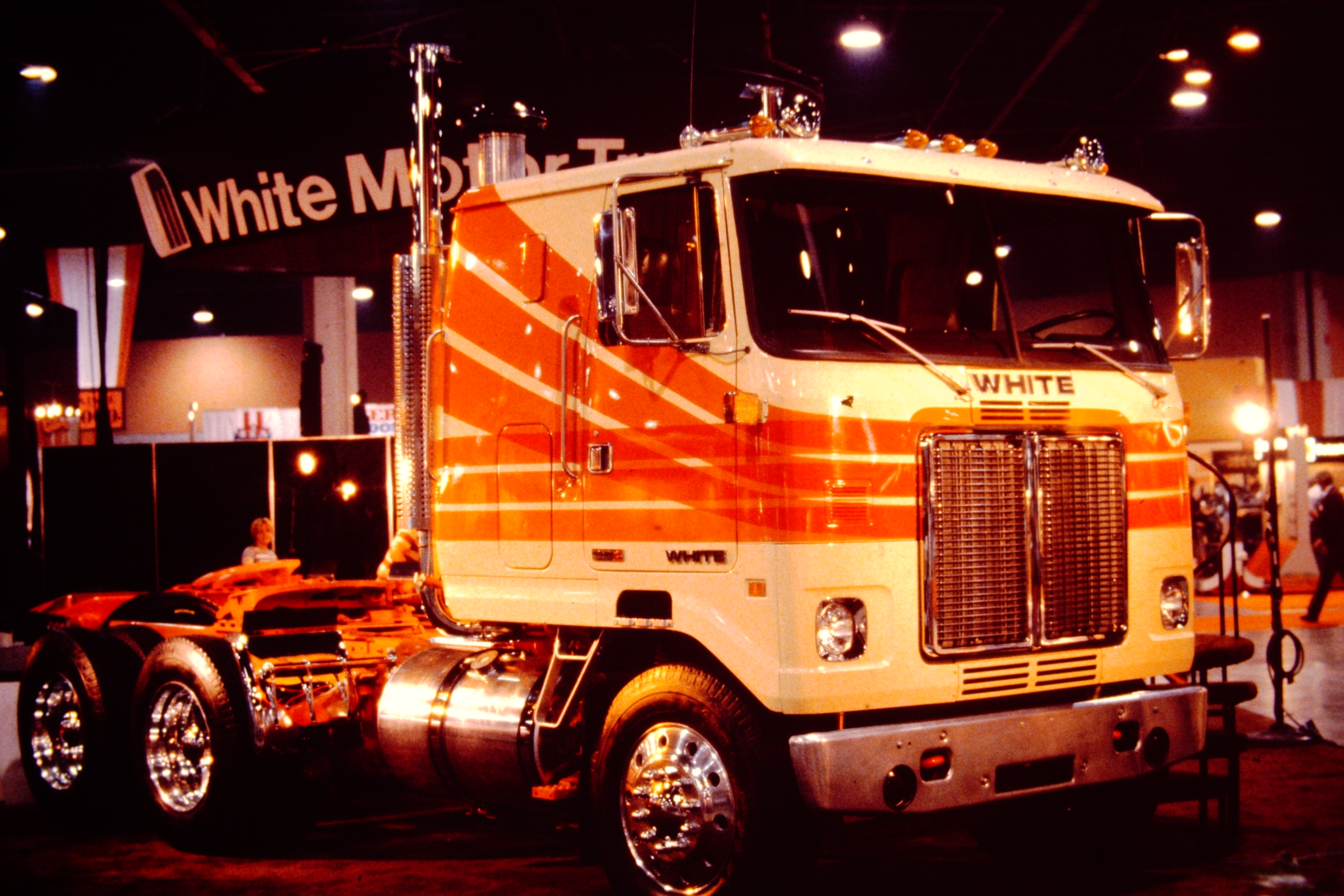
1979_White_Road_Commander

شرکت وایت موتور توانست چهار شرکت تولید کامیون را در آمریکا خریداری کند.
شرکت استرلینگ در سال 1951 خریداری شد و بعد در سال 1953 شرکت اتوکار توسط وایت موتور خریداری شد. همچنین شرکت ریو در سال 1957 به وایت موتور فروخته شد و شرکت دیاموند نیز در سال 1958 توسط وایت موتور تصاحب گردید.
در سال ۱۹۶۷، وایت بخش وسترن استار را برای فروش کامیون در سواحل غربی آمریکا راه اندازی کرد.

انحلال

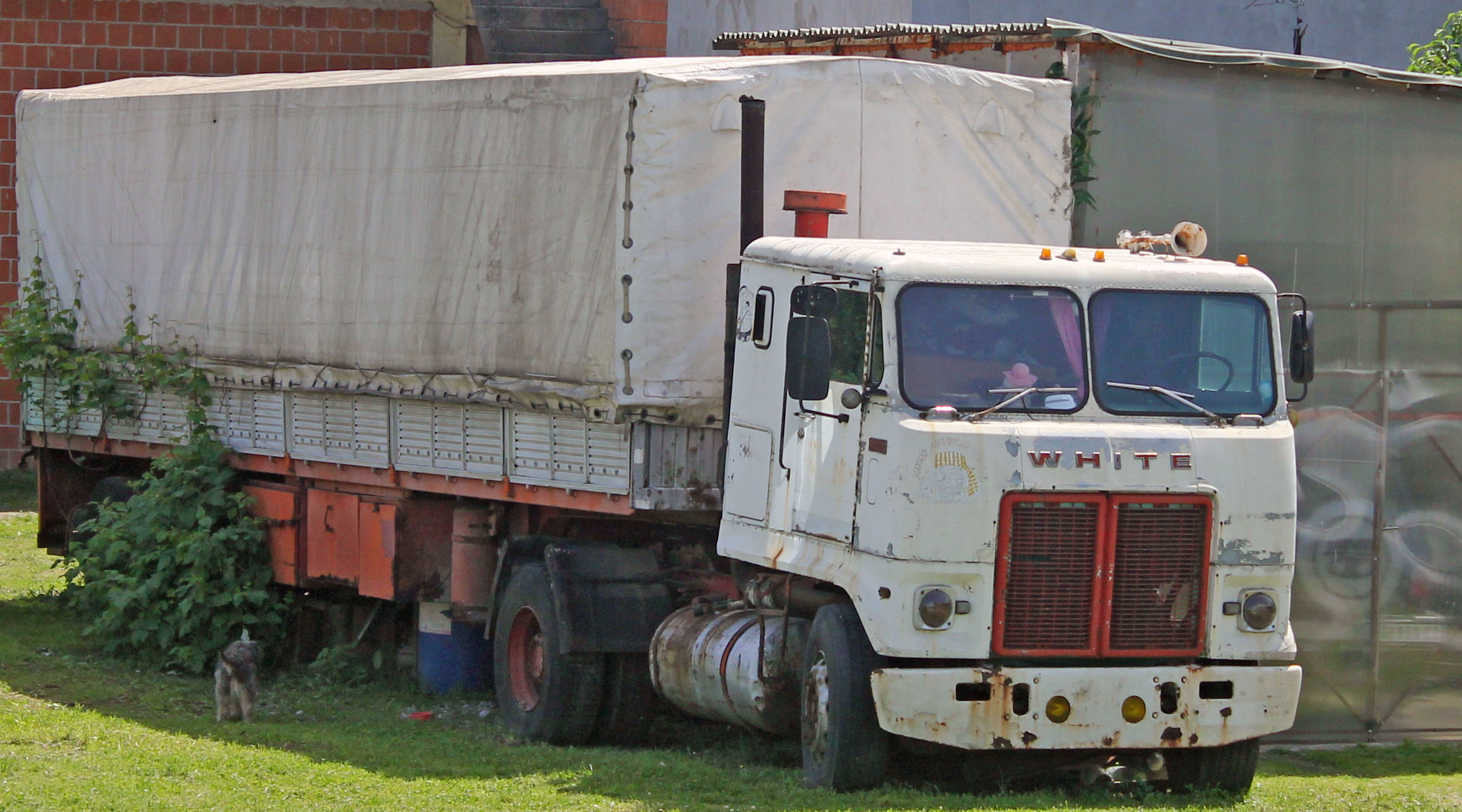
یک کامیون قدیمی وایت مدل road commander

سهم فروش وایت در بازار  در طول دهه ۱۹۶۰ اندکی کاهش یافت، و وایت سعی کرد با شرکتی که زمانی چرخ خیاطی می‌ساخت، ادغام شود. دولت فدرال این معامله را مسدود کرد. سپس این شرکت کارخانه‌هایی را در ویرجینیا و یوتا افتتاح کرد، اما این کار هم کمکی به رشد مجدد شرکت نکرد.
ادغام با دایملر و رنو نیز در نظر گرفته شد اما این کار عملی نشد.
در سال 1978 شرکت وایت 13330 کامیون تولید کرد اما با مشکلات زیادی رو به رو بود و فروش بسیار کاهش یافته بود.
گذشت زمان و تغییرات در بازار و شرایط صنعت خودروسازی، باعث شد شرکت وایت موتور در اواخر دهه 70 میلای دچار مشکلات مالی شود ، این آغازی بر  پایان دوران فعالیت چند دهه‌ای این شرکت در صنعت خودروسازی آمریکا بود.
این شرکت برای دهه‌ها در صنعت کامیون و خودروهای سنگین حضور داشت و به عنوان یکی از پیشگامان این صنعت شناخته می‌شود.
در سال ۱۹۸۰، وایت عملاً ورشکسته شده بود و در ۴ سپتامبر همان سال، پرونده ورشکستگی خود را در ناحیه شمالی اوهایو تشکیل داد. تمام تلاش ها برای زنده نگهداشتن این برند ناموفق ماند و سرانجام وایت موتور در سال 1980 اعلام ورشکستگی کرد.
در نهایت شرکت سوئدی ولوو دارایی‌های شرکت آمریکایی وایت را در سال ۱۹۸۱ تصاحب کرد.

### کامیون های وایت در ایران
درسال های دهه ی 70 میلادی که برابر با دهه ی 50 خورشیدی بود دو دستگاه  کامیون وایت بی دماغ با مشخصه‌های منحصر به فرد خود، به نمایندگی شرکت استرالیایی Metro Meats خریداری شدند. این دو کامیون با موتورهای Cummins VT903، گیربکس فولر ۱۳ سرعته، و محورهای دیفرانسیل Rockwells با ظرفیت ۴۴ هزار پوند مجهز بودند. آنها وظیفه حمل دام زنده را از بنادر  ایران را بر عهده داشتند. این معامله توسط شاه ایران انجام شده بود و شرکت Metro Meats به عنوان کارگزار درگیر بوده است.
با توجه به قرارداد معامله، دو کامیون وایت به همراه دو تریلر سه محوره مخصوص حمل دام زنده به OGR در آدلاید تحویل داده شدند. سپس، آنها به Fremantle هدایت شدند تا برای حمل به ایران آماده شوند. طی سفر، رانندگان کامیون ها با شریک زندگی‌شان، عکس‌هایی از مراحل مختلف سفر خود را در دشت Nullabor و هنگام بارگیری روی کشتی باری گرفتند.

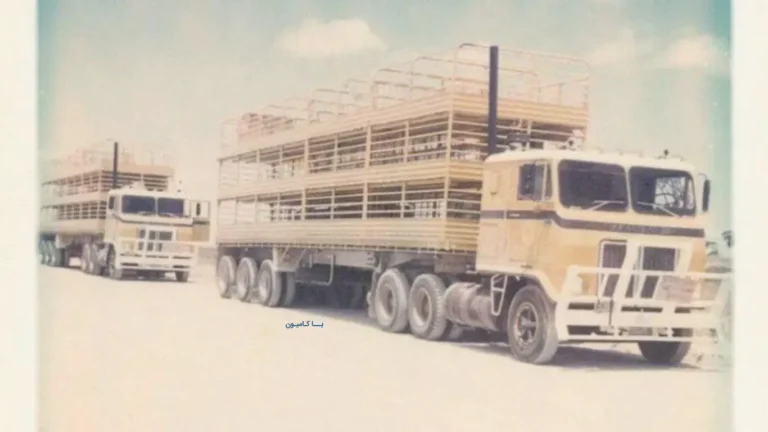
اولین کامیون های وایت وارد شده به ایران از استرالیا، که ویژه حمل دام زنده بودند

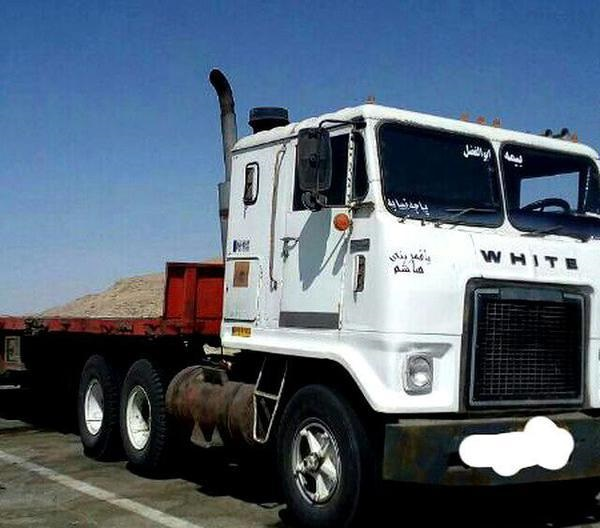
کامیون وایت مدل commander در ایران

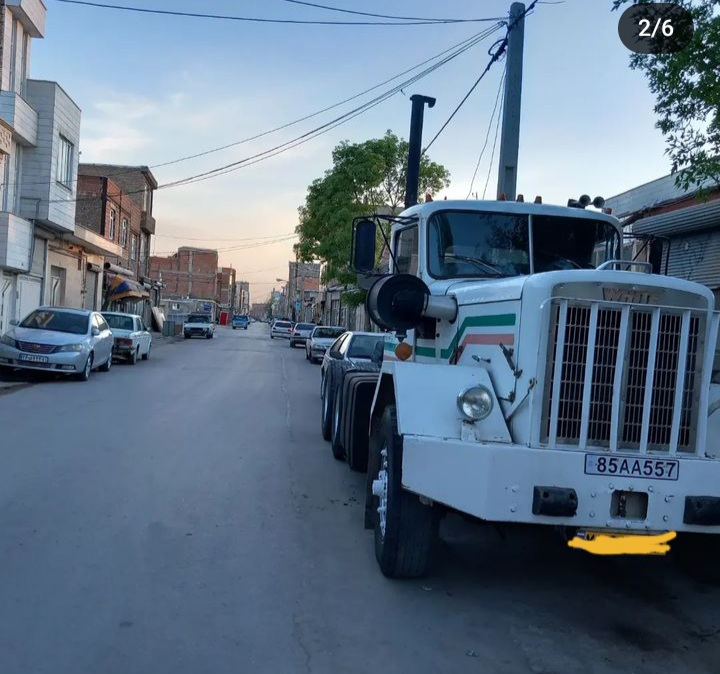
یک کامیون وایت مدل road boss در ایران،
این مدل از کامیون‌ها در دوران محمد رضا شاه پهلوی به سفارش دولت ایران و با سه رنگ پرچم ایران، در آمریکا تولید شدند

در پی موفق ظاهر شدن دو کامیون وایت وارد شده به ایران که ویژه حمل دام زنده بودند، در همان دهه ی 70 میلادی (دهه ی 50 خورشیدی )دو محصول وایت دماغ دار (وایت رود باس) و وایت بی دماغ (رود کاماندر) وارد جاده های ایران شدند.هر دو تیپ دماغ دار و بی دماغ در ایران بین رانندگان دارای محبوبیت خاصی بودند.
بازمانده های این دو مدل کامیون هنوز هم در جاده های ایران تردد دارند که این نشان دهنده استحکام و استهلاک کم کامیون های وایت می باشد.